# Linköpings Allmänna Schacksällskap
Linköpings allmänna schacksällskap (LASS), är en schackklubb i Linköping. Föreningen bildades på Stora Hotellet den 17 mars 1901, vilket gör den till Linköpings näst äldsta förening. LASS har arrangerat Schack-SM 1984 och 2001. Klubben har fostrat stormästaren Pontus Carlsson.